# Barbara Havliza
Barbara Havliza (* 13. März 1958 in Dortmund) ist eine deutsche Richterin und Politikerin (CDU). Von November 2017 bis November 2022 war sie Niedersächsische Justizministerin im Kabinett Weil II und Mitglied des Bundesrates. Seit 2023 ist Havliza Opferschutzbeauftragte des Landes Nordrhein-Westfalen.

## Leben
Barbara Havliza besuchte das Mallinckrodt-Gymnasium in ihrer Heimatstadt und legte dort 1976 das Abitur ab. Danach studierte sie Rechtswissenschaften an der Westfälischen Wilhelms-Universität in Münster.
Nach ihrem Referendariat war sie zunächst als Rechtsanwältin in Osnabrück und ab 1987 als Richterin und Staatsanwältin in den Landgerichtsbezirken Oldenburg und Osnabrück tätig. Im Jahr 1995 gehörte sie als Beisitzerin der III. Großen Strafkammer des Landgerichts Osnabrück an, die Bernhard M. trotz dessen Unschuldsbekundungen wegen Vergewaltigung seiner Nichte in vier Fällen zu einer viereinhalbjährigen Freiheitsstrafe verurteilte. Dieses Urteil wurde, nachdem der Verurteilte seine Haftstrafe vollumfänglich verbüßt hatte, im Rahmen eines Wiederaufnahmeverfahrens durch das Landgericht Oldenburg aufgrund eklatanter Mängel, die bereits während der ursprünglichen Gerichtsverhandlungen erkennbar gewesen seien, aufgehoben und Bernhard M. rehabilitiert (sog. Justizirrtum um Adolf S. und Bernhard M.). Im Interview mit der Süddeutschen Zeitung äußerte sich Havliza dazu rückblickend: „Das zeigt, wie fehlbar man ist. Deswegen stehe ich zu meiner Überzeugung: Lieber einen zu Unrecht freisprechen als einen zu Unrecht verurteilen.“
Im Jahr 2001 wurde sie zur Vorsitzenden Richterin am Landgericht Osnabrück ernannt und war dort unter anderem Vorsitzende einer Schwurgerichtskammer. In dieser Funktion war sie auch mit Rocker-Kriminalität befasst. Im Jahr 2007 wurde sie Direktorin des Amtsgerichts Bersenbrück.
Zwischen 2007 und 2017 war Havliza Richterin am Oberlandesgericht Düsseldorf in einem Senat für Staatsschutzsachen, ab 2010 als Vorsitzende. Im Jahr 2012 trat sie die Nachfolge von Ottmar Breidling als Vorsitzende im renommierten sechsten Staatsschutz-Senat an. In ihrer Zeit als Vorsitzende leitete Havliza mehrere bedeutende Prozesse, etwa jene gegen die mutmaßlichen Al-Qaida-Terroristen der „Düsseldorfer Zelle“, gegen den Attentäter auf Kölns Oberbürgermeisterin Henriette Reker sowie gegen einen Syrienrückkehrer aus der Lohberger Brigade. Unter dem Vorsitz von Havliza verurteilte der sechste Senat erstmals auch die Ehefrau eines Dschihadisten wegen der Unterstützung einer terroristischen Vereinigung. Zu einer Jugendhaftstrafe von fünf Jahren wurde unter ihrem Vorsitz im Jahr 2017 der Islamist Tarik S. verurteilt; S. soll im Jahr 2023 einen Terroranschlag auf eine jüdische Veranstaltung geplant haben und wurde deshalb erneut verhaftet. Als Beisitzerin hatte Havliza bereits im Jahr 2010 die Mitglieder der sog. Sauerland-Gruppe abgeurteilt. Mehrfach war Havliza das Ziel von Morddrohungen aus dem islamistischen Spektrum.
Medienbeobachter beschrieben die Prozessführung Havlizas als effizient und mit einem guten Gespür für die Gefühlslage der Angeklagten. Ihre Urteile wurden als eher hart bewertet. Der frühere nordrhein-westfälische Justizminister Thomas Kutschaty (SPD) nannte sie „das Gesicht gegen den Terror“.
Die Landesregierung von Nordrhein-Westfalen hat Havliza im Februar 2023 mit Wirkung zum 1. März 2023 für eine Dauer von fünf Jahren zur Beauftragten für den Opferschutz berufen. Havliza ist Nachfolgerin von Generalstaatsanwältin a. D. Elisabeth Auchter-Mainz, die das Amt seit Dezember 2017 ausgeübt hatte.
Barbara Havliza ist römisch-katholisch, verheiratet und hat zwei Kinder.

## Politik
Im Wahlkampf vor der Landtagswahl in Niedersachsen 2017 gehörte Barbara Havliza dem Schattenkabinett der CDU an. Nach der Wahl und den Koalitionsverhandlungen mit der SPD wurde sie von Bernd Althusmann als Justizministerin in der neuen großen Koalition nominiert und trat das Amt am 22. November 2017 an. Im Zuge des Amtsantritts des Kabinetts Weil III schied sie am 8. November 2022 aus dem Ministeramt aus.
Havliza setzte sich u. a. für mehr Sicherheit an den Gerichten, ein Verbot religiöser Symbole auf der Richterbank, schnellere Verfahren im Jugendstrafrecht sowie die Einschränkung einer Vollverschleierung vor Gericht ein. Sie war eine der ersten Justizpolitikerinnen in Deutschland, die sich auch für eine juristische Aufarbeitung der im September 2018 veröffentlichten sog. Missbrauchsstudie der katholischen Kirche einsetzt. Auf ihre Initiative hin wurden bei vier niedersächsischen Staatsanwaltschaften Sondereinheiten im Kampf gegen Clan-Kriminalität gebildet. In ihre Amtszeit fiel zudem die Einrichtung der Zentralstelle zur Bekämpfung von Hasskriminalität im Internet bei der Staatsanwaltschaft Göttingen. Ein weiterer Schwerpunkt lag in der Stärkung des Betreuungswesens und in dem Anliegen, mit einer Vorsorgevollmacht der richterlichen Anordnung einer Betreuung vorzubeugen. Unter ihrer Schirmherrschaft fand im Jahr 2019 erstmals an fast allen Amtsgerichten in Niedersachsen ein Tag des Betreuungsrechts statt. Sie schuf in ihrer Amtszeit das Amt eines Landesbeauftragten gegen Antisemitismus, digitalisierte die Abläufe des Niedersächsischen Justizministeriums, führte zur Nachwuchsgewinnung als erste Justizministerin die sog. Justizassistenz ein, professionalisierte die muslimische Gefängnisseelsorge und sorgte an allen 128 Gerichten in Niedersachsen für die technische Möglichkeit von Videoverhandlungen.
Ein besonderer Schwerpunkt lag auf dem Opferschutz. Unter Havliza wurde im Niedersächsischen Justizministerium eine eigene Referatsgruppe für das Thema errichtet, ferner etablierte sie das Amt eines Landesbeauftragten für Opferschutz.
Medienbeobachter beschrieben Havlizas politische Kommunikation als differenziert und abwägend; einfache Schlagzeilen und „Holzschnitt“ seien nicht ihr Stil.
Im September 2018 wurde Havliza mit 94,7 Prozent Zustimmung zur Schatzmeisterin in der CDU in Niedersachsen gewählt, das Amt gab sie im Januar 2023 ab. Im November 2019 war sie als Nachfolgerin von Ursula von der Leyen als stellvertretende Bundesvorsitzende der CDU im Gespräch; nominiert und gewählt wurde letztlich die Bundestagsabgeordnete Silvia Breher. Im Zuge der Wahl von Friedrich Merz zum CDU-Parteivorsitzenden wurde Havliza am 22. Januar 2022 in den 26 Köpfe umfassenden Bundesvorstand der CDU gewählt, dem sie bis Mai 2024 angehörte.